# Zetela
Zetela là một chi ốc biển, là động vật thân mềm chân bụng sống ở biển trong họ Solariellidae, họ ốc đụn.

## Các loài
Các loài trong chi Zetela gồm có:
- Zetela alphonsi Vilvens, 2002[2]
- Zetela annectens Marshall, 1999[3]
- † Zetela awamoana Laws, 1939
- † Zetela castigata (Marwick, 1931)
- Zetela kopua Marshall, 1999[4]
- † Zetela praetextilis (Suter, 1917)
- Zetela semisculpta (E. von Martens, 1904)
- Zetela tabakotanii(Poppe, Tagaro & Dekker, 2006)
- Zetela tangaroa Marshall, 1999[5]
- Zetela textilis (Murdoch & Suter, 1906)
- Zetela variabilis Dell, 1956

Đồng nghĩa
- Zetela dedonderorum Poppe, Tagaro & Dekker, 2006:[6] synonym of Solariella dedonderorum (Poppe, Tagaro & Dekker, 2006)